# Балаган Лимитед
«Балага́н Ли́митед» — российский музыкальный ансамбль.
Наиболее известна исполнением песни «Чё те надо?».

## История
Появилась на свет в мае 1996 года в городе Рыбинске.
Группа принимала участие в фестивалях «Славянский базар», «Песня года», «Звуковая дорожка МК». Участвовала в совместных проектах с Евгением Петросяном, Вячеславом Добрыниным, Бедросом Киркоровым, Игорем Демариным, Александром Зацепиным. Оказывала творческое партнёрство телеканалам 7ТВ и «Юмор ТВ», радиостанциями «Радио Дача», «Юмор FM», «Милицейская волна», «Дорожное радио», изданиями «Мир новостей», «Вечерняя Москва» и многими другими. В репертуаре группы песни таких авторов, как Алла Пугачёва, Игорь Шаферан, Павел Аедоницкий, Вячеслав Добрынин, Эдуард Ханок, Наталия Власова, Евгений Плеханов, Анатолий Зубков, Сергей Харин, Анна Серова, Олеся Канева и др.
Состав 1999 года: Светлана Смирнова, Елена Селихова, Валентина Чижикова, Дмитрий Филин и Ульян Коваль. Последний вскоре попал в автомобильную катастрофу и с тех пор не может выходить на сцену. В 2002 году из группы ушла Валентина Чижикова, новой солисткой стала Алёна Моругина. В 2018 году группу покинула Елена Селихова, после чего музыканты стали работать втроём.
Первый состав группы с 1 июня 1999 года выступает под названием одного из главных хитов «Балаган Лимитед» — «Чё те надо?».
«Балаган Лимитед» имеет в своём репертуаре песни на английском, украинском, грузинском, армянском, азербайджанском, латышском, болгарском языках и иврите. Выступает в жанре поп-фолк.
Продюсер группы (с 1996 года) — Сергей Харин, известный всем ещё как автор таких хитов, как «Дива» (Филипп Киркоров), «Мальчик хочет в Тамбов» (Мурат Насыров), «Тик-так ходики» (Балаган Лимитед) и многим другим. Концертным директором (с 1996 года) является Вадим Приймак.
В 2024 году «Балаган Лимитед» принял участие в шоу телеканала НТВ «ВИА Суперстар!». Конкурентами коллектива на проекте стали группы: «Белорусские легенды», «Вирус!», «Стрелки», «Божья коровка» и другие. Конкурсная программа включала исполнение собственных хитов, любимых песен и каверов на композиции заданной звезды. По итогу конкурса, победителями стали «Белорусские легенды» и «Балаган Лимитед».

## Состав
Алёна Моругина — Родилась в посёлке городского типа Шварцевский Тульской области 24 февраля 1979 года. Замужем. Имеет двоих детей. От первого брака дочь Мария. От второго — дочь Надежда.
Светлана Смирнова — Родилась в городе Камышин Волгоградской области 18 августа 1970 года. Замужем. Муж — солист группы Дмитрий Филин.
Дмитрий Филин — Родился в городе Екатеринбург 13 марта 1970 года. У Светланы и Дмитрия есть сын Сергей. Сергей женат, растит сына Даниила.

## Дискография

### Альбомы
- «Зима»
- «Не губи любовь»
- «Что я наделала» — 2002
- «Ко тэ ваяг?» (на территории Латвии)
- «Частушки от Балагана»
- «Пусть говорят» — 2004
- «Киев — Москва» — 2005
- «Максимум удовольствий»
- «Welcome to Russia» — 2006
- «Чё те надо» (на территории Израиля)
- «Сёстры-братья» — 2008
- «The Best»
- «Танцуют все»
- «Лучшее на МР3. Балаган Лимитед»
- «Кто бы мог подумать» — 2012
- «Нам-15!» — 2014
- «Лирика» — 2014
- «Улыбайтесь» — 2014
- «Давай поженимся» — 2016
- «Счастливые» — 2018
- «Танцы по-русски» — 2018
- «Ностальгия» — 2019
- «Дуэты» — 2019
- «Песни о любви» — 2020
- «Ремиксы» — 2020
- «Сто на двоих» — 2020
- «Поговорки» — 2021
- «Folk Party» (EP) — 2022

### Совместно с группой «Балаган Лимитед» записали песни
- Сто на двоих» (2020)
- «Поговорки» (2021)
- Аркадий Арканов
- Филипп Киркоров
- Вячеслав Малежик
- Алиса Мон
- Наталия Власова
- Органическая Леди
- Николай Бурлак
- Алиса Манахова
- Бедрос Киркоров и группа «Пари»
- Наталия и Даниил Ивановы
- Hornesto
- Гюнай Ахмедова

## Видео
- «Не губи любовь»
- «Колечко»
- «Тапочки»
- «Что я наделала»
- «Гори, гори ясно»
- «Шуба»
- «Чё те надо?» (на иврите)
- «А хто п’е?»
- «Ой там на горі»
- «Welcome to Russia»
- «Там, за околицей»,
- «А я выла на луну»
- «Jerusalem» (на английском языке)
- «Шуба-дуба»
- «Грустная лирическая»
- «А я выла на луну»
- «Попурри»
- «Дождь, дождь»
- «Ой, да»
- «Осень»
- «Гуси-лебеди»
- «Доченька»
- «Счастливая»
- «Ветер, унеси»
- «Не придумывай»
- «One Way Ticket»
- «Обнимашки»
- «Дыня» (feat. Наталия Иванова)
- «Заберу» (feat. Hornesto)
- «Провинция»

Сборники видеоклипов
- «The Best» (видеоклипы, DVD)
- «Лучшее» (юбилейный сольный концерт, DVD)

## Основные награды
- Лауреат премии «Шансон года» (2002)[5]
- Лауреат премии «Украинская песня года» (Украина)
- Лауреат телевизионного конкурса «Серебряный диск»
- Лауреат премии «Фаворит Олимпа — 2004» (Украина)[6] за пропаганду украинской культуры в России[7].
- Группа награждена многочисленными грамотами за общественную и благотворительную деятельность, в том числе Благодарностью Министра Культуры